# 小行星6398
小行星6398（英語：6398 Timhunter）是一颗围绕太阳公转的小行星。1991年2月10日，卡罗琳·舒梅克、尤金·舒梅克、大衛·李維在帕洛马山发现了此天体。
这颗小行星的绝对星等为67.79472等。